# Роршвир
Роршвир (фр. Rorschwihr) — коммуна на северо-востоке Франции в регионе Гранд-Эст (бывший Эльзас — Шампань — Арденны — Лотарингия), департамент Верхний Рейн, округ Кольмар — Рибовилле, кантон Сент-Мари-о-Мин. До марта 2015 года коммуна административно входила в состав упразднённого кантона Рибовилле (округ Рибовилле).
Площадь коммуны — 2,47 км², население — 386 человек (2006) с тенденцией к росту: 392 человека (2012), плотность населения — 158,7 чел/км².

## Население
Численность населения коммуны в 2011 году составляла 396 человек, а в 2012 году — 392 человека.
| 1962 | 1968 | 1975 | 1982 | 1990 | 1999 | 2006 | 2008 | 2011 | 2012 |
| ---- | ---- | ---- | ---- | ---- | ---- | ---- | ---- | ---- | ---- |
| 248  | 264  | 272  | 303  | 350  | 366  | 386  | 392  | 396  | 392  |

Динамика населения:

## Экономика
В 2010 году из 271 человек трудоспособного возраста (от 15 до 64 лет) 216 были экономически активными, 55 — неактивными (показатель активности 79,7 %, в 1999 году — 71,8 %). Из 216 активных трудоспособных жителей работали 207 человек (117 мужчин и 90 женщин), 9 числились безработными (двое мужчин и 7 женщин). Среди 55 трудоспособных неактивных граждан 21 были учениками либо студентами, 16 — пенсионерами, а ещё 18 — были неактивны в силу других причин.
На протяжении 2011 года в коммуне числилось 146 облагаемых налогом домохозяйств, в которых проживало 388 человек. При этом медиана доходов составила 23509 евро на одного налогоплательщика.

## Достопримечательности (фотогалерея)

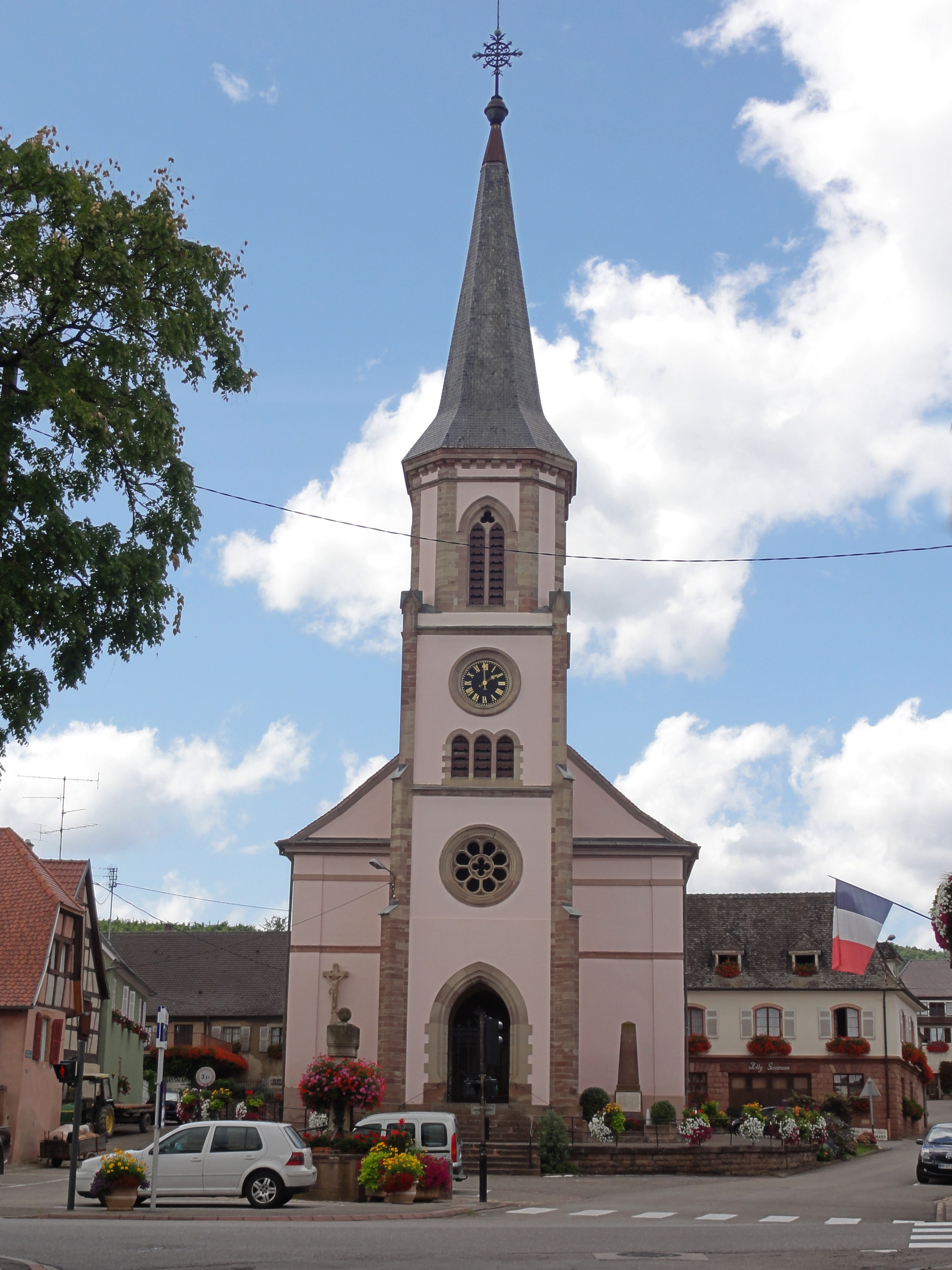
Церковь Сен-Мишель
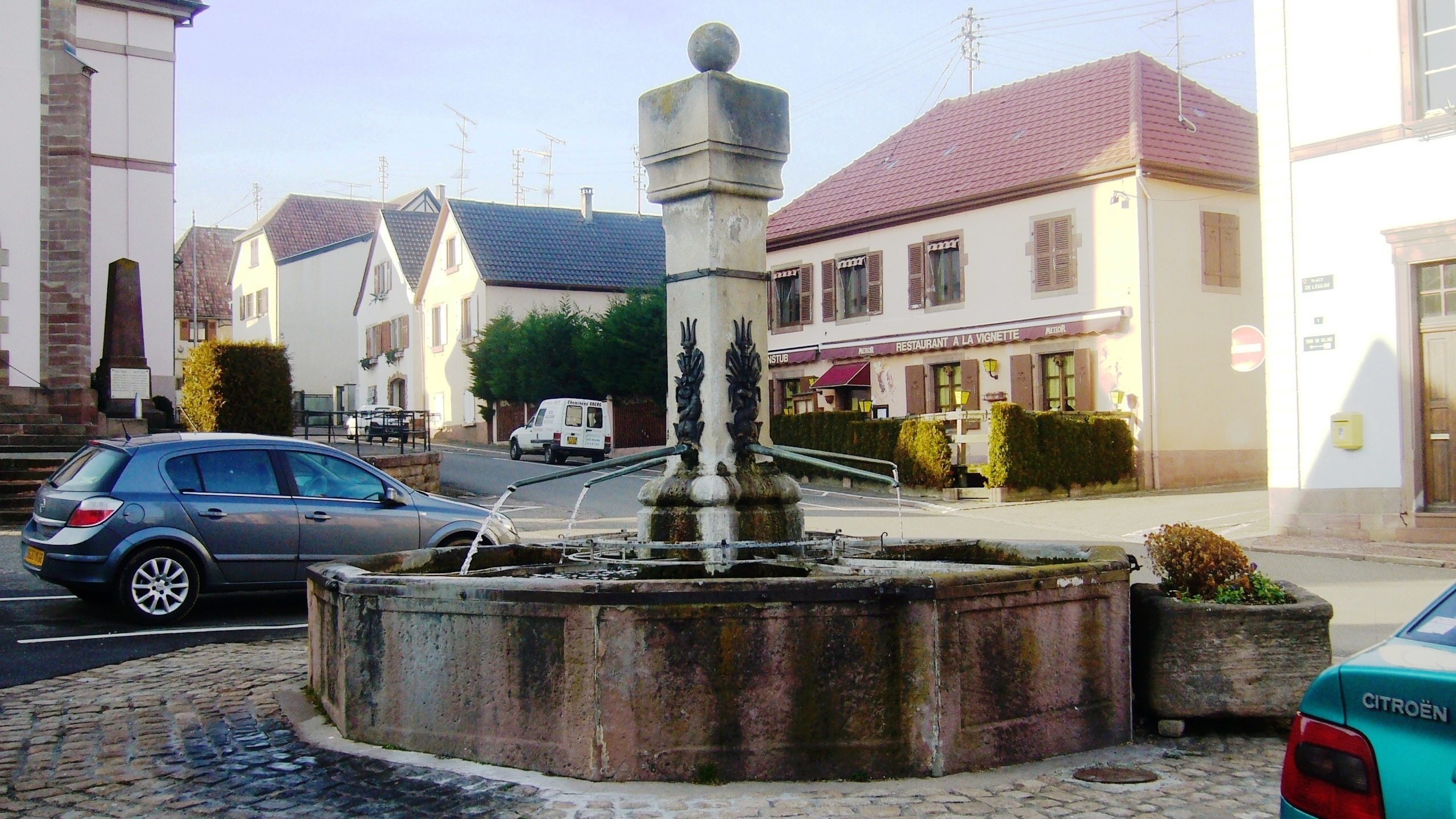
Фонтан